# 대한민국 헌법 제46조
대한민국 헌법 제46조는 대한민국 헌법의 조항이다. 국회의원의 의무에 대해서 서술하고 있다.

## 본문
①국회의원은 청렴의 의무가 있다.
②국회의원은 국가이익을 우선하여 양심에 따라 직무를 행한다.
③국회의원은 그 지위를 남용하여 국가·공공단체 또는 기업체와의 계약이나 그 처분에 의하여 재산상의 권리·이익 또는 직위를 취득하거나 타인을 위하여 그 취득을 알선할 수 없다.

## 판례
- 헌법에는 자유위임의 명시적 규정은 없지만, 헌법 제7조 제1항의 공무원의 국민 전체의 봉사자 규정, 헌법 제45조의 면책특권 규정, 헌법 제46조 제2항의 국회의원의 국가이익우선의무 규정을 종합하여 볼 때, 헌법은 국회의원을 자유위임의 원칙하에 두었다고 할 것이다[1].

## 같이 보기
- 대한민국 헌법 제3장
- 대한민국 국회